# Are We Not Men? We Are Devo!
| Оценки критиков                   | Оценки критиков |
| Источник                          | Оценка          |
| --------------------------------- | --------------- |
| AllMusic                          | [ 2 ]           |
| The Encyclopedia of Popular Music | [ 5 ]           |
| The Rolling Stone Album Guide     | [ 6 ]           |
| Spin Alternative Record Guide     | 9/10            |
| The Village Voice                 | B+              |

Q: Are We Not Men? A: We Are Devo! (англ. В: Мы не люди? О: Мы Devo!) — дебютный студийный альбом американской рок-группы Devo, выпущенный в 1978 году компанией «Warner Bros. Records» и спродюсированный Брайаном Ино. Альбом, с которым группа «Devo» обрела первую популярность и завоевала репутацию одной из самых изобретательных и новаторских групп в новой волне.
Альбом получил смешанную критику, однако занял позицию № 12 в британском чарте Billboard и позицию № 78 в американском. Занял 442 место в списке «500 величайших альбомов всех времён по версии журнала Rolling Stone».

## История альбома
В 1977 году ранние записи группы «Devo» попали в руки Игги Попу и Дэвиду Боуи, которые были очень впечатлены данным материалом. Также своё впечатление выразил и Брайан Ино. Увидев дебютный концерт Devo в 1977 году, Боуи сказал: «Это — музыка будущего, я буду продюсировать их в Токио этой зимой». Однако продюсером первого альбома стал Ино, изначально взявшийся продюсировать альбом на студии Конрада Планка, расположенной в Кёльне. Группа заключила с Ино контракт на запись альбома. В итоге Ино и Боуи остались недовольны выпущенным альбомом, поскольку участники группы отказались «экспериментировать» со звуком, как этого изначально добивался Ино.

## Обложка
По словам Джеральда Касале, бас-гитариста и автора большинства песен группы, на обложке изображён профиль известного профессионального гольфиста Хуана «Чи-Чи» Родригеса. Идея такого оформления обложки принадлежит менеджеру Warner Bros. Records Дэвиду Бэнему.

## Название альбома
Первая часть представляет собой вопрос («Q: Are We Not Men?» — Разве мы не люди!) и ответ («A: We Are Devo!»). Само название группы «Devo» является сокращением слова «de-evolution» — «де-эволюция». Название альбома является отсылкой к роману Герберта Уэллса «Остров доктора Моро», откуда и взята была фраза «Are We Not Men?».

## Список композиций
| №   | Название                          | Текст песни                                  | Музыка                                       | Длительность |
| --- | --------------------------------- | -------------------------------------------- | -------------------------------------------- | ------------ |
| 1.  | «Uncontrollable Urge»             | Марк Мазерсбо                                | Марк Мазерсбо                                | 3:09         |
| 2.  | «(I Can’t Get No) Satisfaction»   | Мик Джаггер, Кит Ричардс                     | Мик Джаггер, Кит Ричардс                     | 2:40         |
| 3.  | «Praying Hands»                   | Джеральд Касале                              | Джеральд Касале, Марк Мазерсбо               | 2:47         |
| 4.  | «Space Junk»                      | Джеральд Касале, Марк Мазерсбо               | Джеральд Касале, Марк Мазерсбо               | 2:14         |
| 5.  | «Mongoloid»                       | Джеральд Касале                              | Джеральд Касале                              | 3:44         |
| 6.  | «Jocko Homo»                      | Марк Мазерсбо                                | Марк Мазерсбо                                | 3:40         |
| 7.  | «Too Much Paranoias»              | Марк Мазерсбо                                | Марк Мазерсбо                                | 1:57         |
| 8.  | «Gut Feeling / (Slap Your Mammy)» | Джеральд Касале                              | Марк Мазерсбо, Боб Касале                    | 4:54         |
| 9.  | «Come Back Jonee»                 | Джеральд Касале, Марк Мазерсбо               | Джеральд Касале, Марк Мазерсбо               | 3:47         |
| 10. | «Sloppy (I Saw My Baby Gettin')»  | Джеральд Касале, Марк Мазерсбо, Гэри Джекетт | Марк Мазерсбо, Боб Мазерсбо                  | 2:40         |
| 11. | «Shrivel-Up»                      | Джеральд Касале                              | Джеральд Касале, Марк Мазерсбо, Боб Мазерсбо | 3:05         |

| №   | Название                              | Длительность |
| --- | ------------------------------------- | ------------ |
| 12. | «Freedom of Choice Theme Song (Live)» | 2:46         |
| 13. | «Whip It (Live)»                      | 2:41         |
| 14. | «Girl U Want (Live)»                  | 2:56         |
| 15. | «Gates of Steel (Live)»               | 3:17         |
| 16. | «Be Stiff (Live)»                     | 2:50         |
| 17. | «Planet Earth (Live)»                 | 2:32         |
| 18. | «Social Fools»                        | 2:49         |
| 19. | «Penetration in the Centrefold»       | 2:25         |
| 20. | «Soo Bawlz»                           | 2:23         |

| №   | Название                     | Длительность |
| --- | ---------------------------- | ------------ |
| 12. | «Uncontrollable Urge (Demo)» | 3:05         |
| 13. | «Social Fools (Demo)»        | 3:42         |
| 14. | «Sloppy (Demo)»              | 2:21         |

## Участники записи альбма
- Джеральд Касале — вокал, гитара, бас, синтезатор
- Марк Мазерсбо — вокал, гитара
- Боб Касале — ритм-гитара, синтезатор
- Боб Мазерсбо — гитара, бэк-вокал
- Алан Майерс — барабаны

## Хит-парады
| Год  | Хит-парад                | Высшая позиция |
| ---- | ------------------------ | -------------- |
| 1978 | Billboard Top 200 (США)  | 78             |
| 1978 | Альбомы в Великобритании | 12             |